# Nadelpalme
Die Nadelpalme (Rhapidophyllum hystrix) ist eine kleinwüchsige Palmenart, deren natürliches Verbreitungsgebiet in der südöstlichen USA, in Florida und im südlichen Georgia, Alabama und Mississippi liegt. Sie ist die einzige Art der Gattung in der Familie der Palmengewächse (Arecaceae).

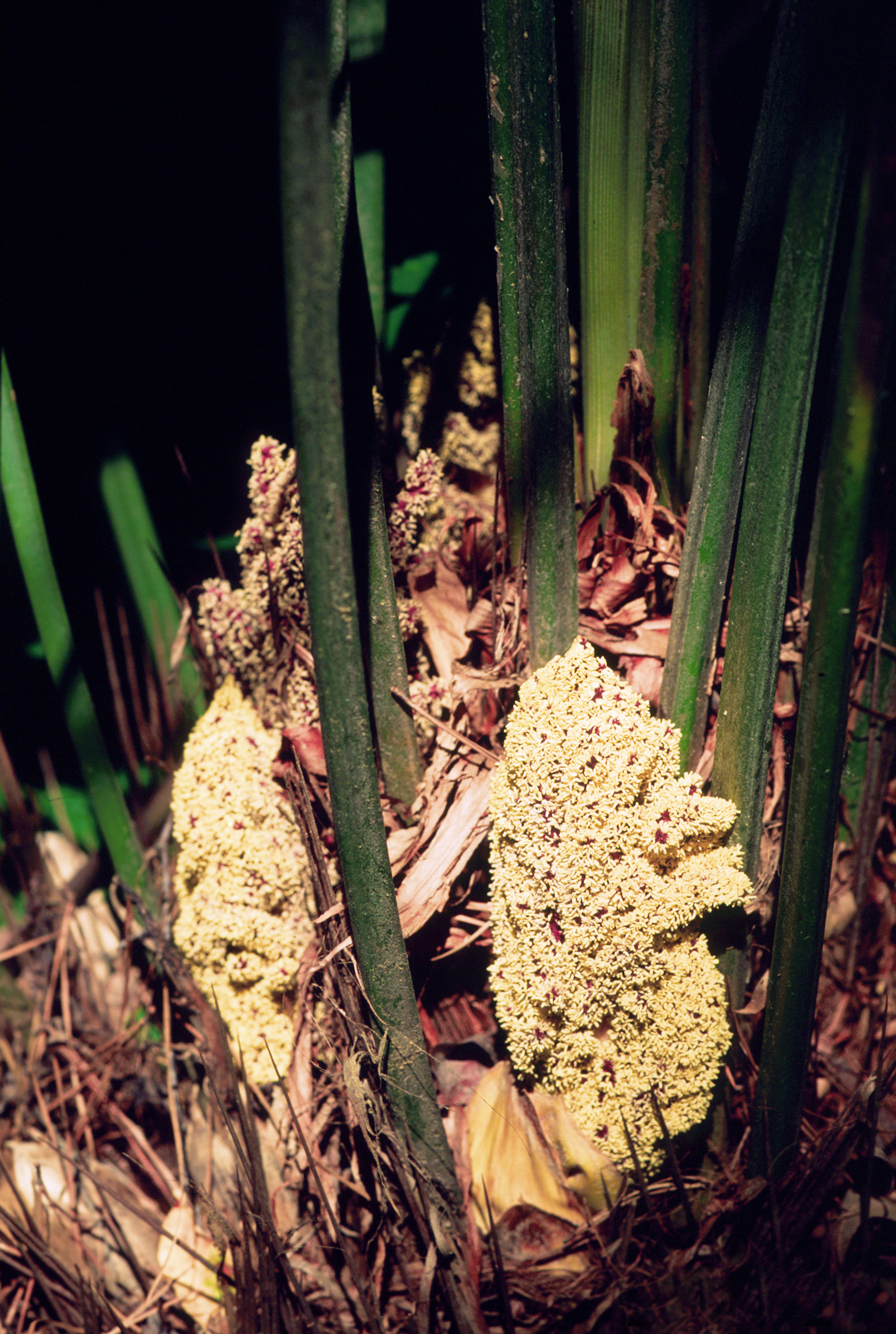
Männlicher Blütenstand

## Merkmale
Die Nadelpalme bleibt klein, ist langsam wachsend und bildet im Alter oft mehrstämmige Horste. Der sehr kurze Stamm wird maximal einen Meter hoch und ist von dunklen Fasern und langen, stricknadelartigen Stacheln bedeckt. Er kann einen Durchmesser von acht bis zehn Zentimeter erreichen. Ihre Blätter sind fächerförmig, auf der Oberseite dunkelgrün und glänzend, und auf der Unterseite etwas silbrig. Der Blattstiel ist stachellos und wird 0,5 bis 1,7 Meter lang. Der gesamte Blattschopf kann 10 bis 30 Blätter umfassen und einen Durchmesser von 2,5 Meter erreichen. Die Nadelpalme ist zweihäusig, ihre Samen sind rundlich bis oval und 1 bis 1,5 Zentimeter groß.

## Lebensraum
Die Nadelpalme hat Vorkommen in Alabama, Florida, Georgia, Mississippi und South Carolina. Sie wächst vor allem in Unterwuchs sommergrüner Laubwälder auf feuchten, humusreichen Lehm- und Sandböden. In den nördlichen Regionen ihres Verbreitungsgebietes herrscht ein Kontinentalklima mit winterlichen Kälteeinbrüchen und kurzen strengen Frösten vor. In den küstennahen Bereichen ihres Verbreitungsgebietes ist das Klima dagegen mild. Ihre natürlichen Bestände sind klein und durch zunehmende Besiedelung gefährdet. Da ihre Blütenstände sehr kurz sind, keimen die meisten Samen dicht bei der Mutterpflanze und sterben nach kurzer Zeit ab.

## Taxonomie
Die Nadelpalme wurde 1803 von André Thouin in Annales du Muséum d'histoire naturelle, Paris Band 2 Seite 252 als Corypha hystrix erstbeschrieben. Thouin übernahm den Namen von Frazer, einem Gärtner in Chelsea bei London. Die Art wurde 1876 von Hermann Wendland und Carl Georg Oscar Drude in Botanische Zeitung Berlin, Band 34 Seite 803 als Rhapidophyllum hystrix (Frazer ex Thouin) H.Wendl. & Drude in die Gattung Rhapidophyllum gestellt.

## Nutzung
Nadelpalmen gelten als die kälteresistentesten Palmen überhaupt und sollen Niedrigtemperaturen von −14 bis −24 °C ertragen können. Sie werden deshalb in den USA bis hinauf nach New York und Washington, D.C. als Zierpflanzen genutzt, sind in Europa aber noch weitgehend unbekannt.